# Notre-Dame-du-Rosaire (Marseille)

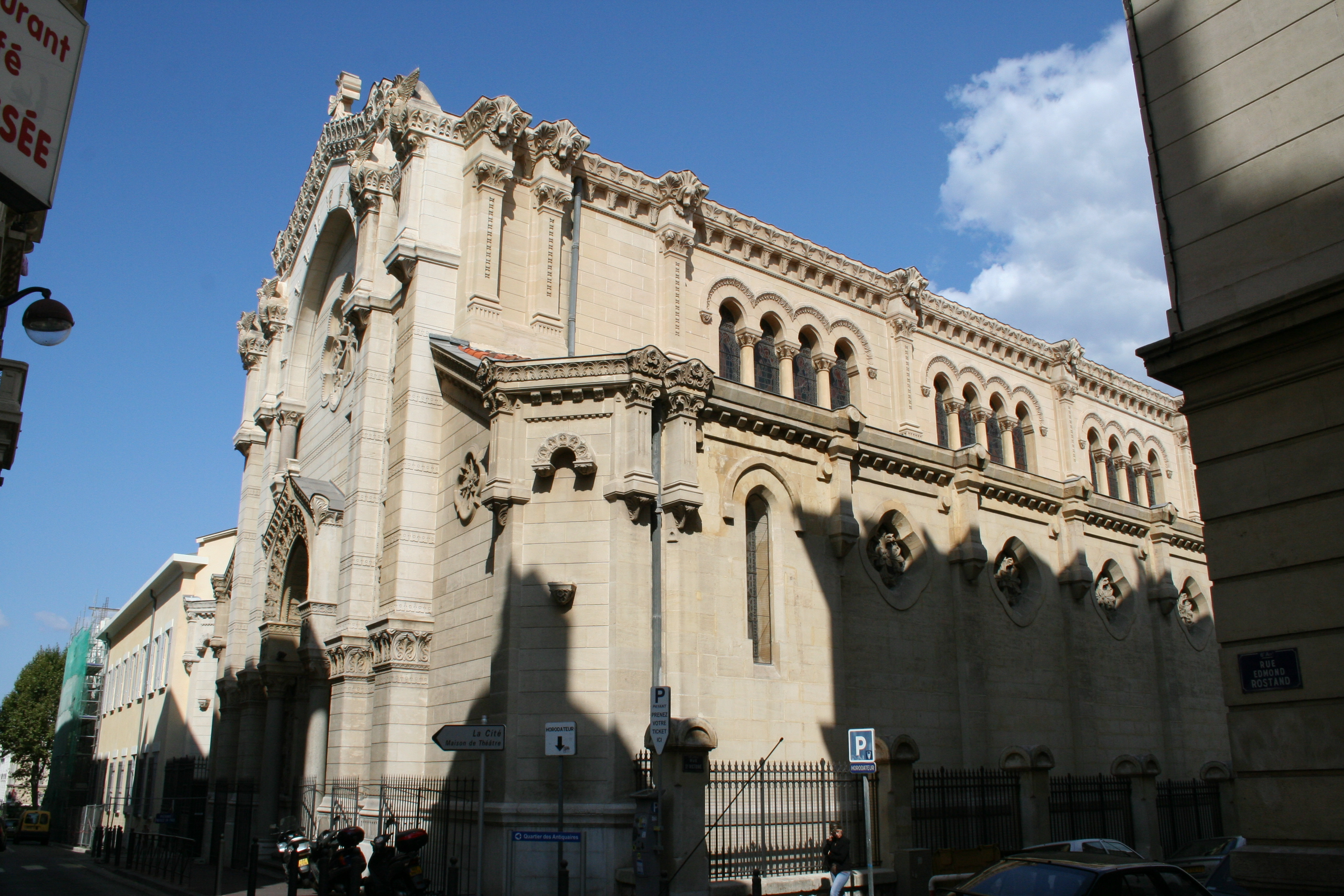
Außenansicht

Die Kirche Notre-Dame-du-Rosaire (auch: Église des Dominicains) ist eine römisch-katholische Kirche in der südfranzösischen Stadt Marseille. Das Gebäude steht seit 1995 als Monument historique unter Denkmalschutz.

## Lage und Patrozinium
Die Kirche befindet sich im 6. Arrondissement in der Rue Edmond Rostand Nr. 35, am Schnittpunkt zur Rue Sainte-Victoire. Sie ist zu Ehren von Maria Rosenkranzkönigin geweiht. Sie gehört zum Dominikanerkloster Saint-Lazare.

## Geschichte
Nach der Vertreibung durch die Französische Revolution kehrten die Dominikaner 1862 nach Marseille zurück und bauten unter Prior Hyacinthe-Marie Cormier von 1868 bis 1878 nach Plänen des Architekten Pierre Bossan die Kirche Maria Rosenkranzkönigin im neobyzantinischen Stil. Die Kirche misst 43 × 28 Meter.

## Ausstattung
Die Fassade ist mit 15 Reliefs geschmückt, welche die 15 Rosenkranzgeheimnisse verkörpern. Die sechs Seitenkapellen sind Herz Jesu, Thomas von Aquin, Lazarus, Josef von Nazareth, Dominikus und Katharina von Siena gewidmet. Alle Skulpturen stammen von Paul-Émile Millefaut (1848–1907). Die sechs großen Kirchenfenster von Jean-Baptiste Barrelon (1818–1885) entwickeln folgende Thematiken: Apostolische Heilige und Selige, Päpste, Heilige Jungfrauen, Doktoren, Märtyrer und heilige Frauen des Ordens.